# Aldán (Cangas de Morrazo)
Aldán (llamada oficialmente San Cibrán de Aldán) es una parroquia del municipio español de Cangas de Morrazo, en la provincia de Pontevedra, Galicia.

## Toponimia
La parroquia también es conocida por los nombres de San Cibrao de Aldán y San Ciprián P. de Aldán.

## Geografía

### Situación
Se sitúa cerca del extremo de la península del Morrazo. Enmarcado dentro del municipio de Cangas, se sitúa en su parte noroeste. Limita al norte con las parroquias de Beluso y Bueu (San Martiño), pertenecientes al ayuntamiento de Bueu; al este con la parroquia de Darbo, al sur con la parroquia de Hio y al oeste con la ría de Aldán. Salvo por esta parte marítima en la zona oeste, el resto de la parroquia está rodeada por pequeñas formaciones montañosas, destacando la sierra de la Magdalena.

### Orografía
La orografía de Aldán consta de un profundo y llano valle fluvial limitado por tres sierras al norte, sur y este, y por la ría de Aldán al oeste.

### Hidrografía
Cuenta con un río principal, llamado río Orxás, que cruza gran parte del territorio de Aldán. Nace en Castiñeiras (Beluso), y desemboca en el fondo de la ría de Aldán. Su principal afluente es el río do Fials, que hace su recorrido por la aldea de Herbello, teniendo su nacimiento en el monte del Balcón do Rei.

### Litoral

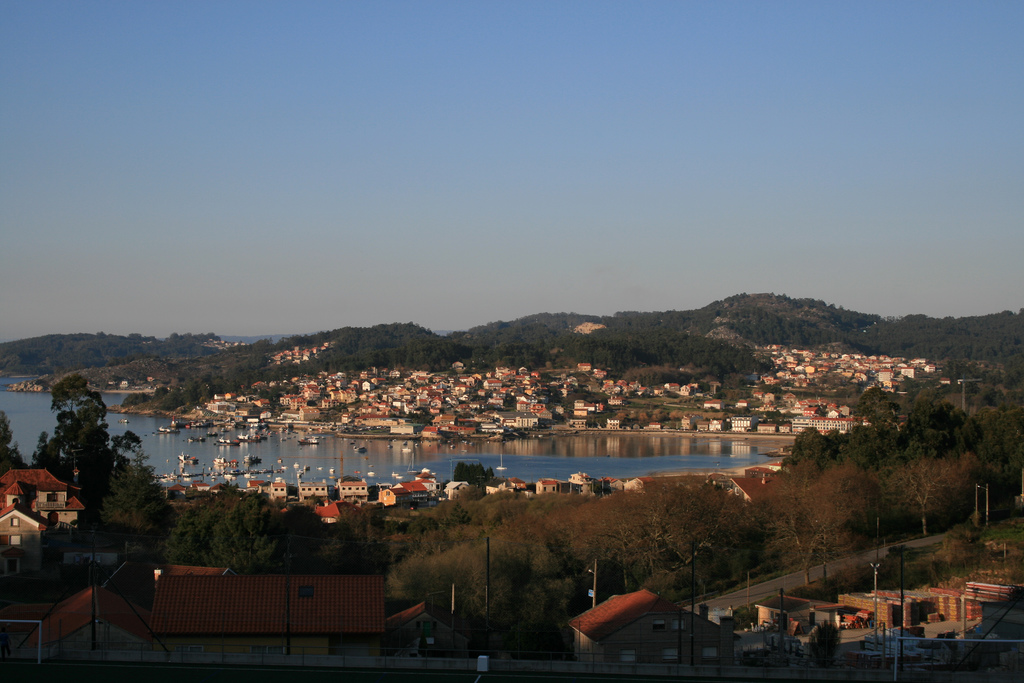
Parroquia de Aldán, al fondo de la ría de su nombre

La costa alterna pequeñas zonas acantiladas y áreas arenosas, y está constituida básicamente por formaciones graníticas modeladas por la batiente del mar, que no abandonan su primitiva forma de grandes bolas de granito gris de formas redondeadas y abombadas. Las playas que alternan con el litoral rocoso constituyen el principal reclamo turístico de la parroquia; de sur a norte, son: Os Picos, San Cibrán, Con de Sestadelo, Cova de Balea, Areacova, Francón, Sartaxéns, Menduíña y Lagoelas.

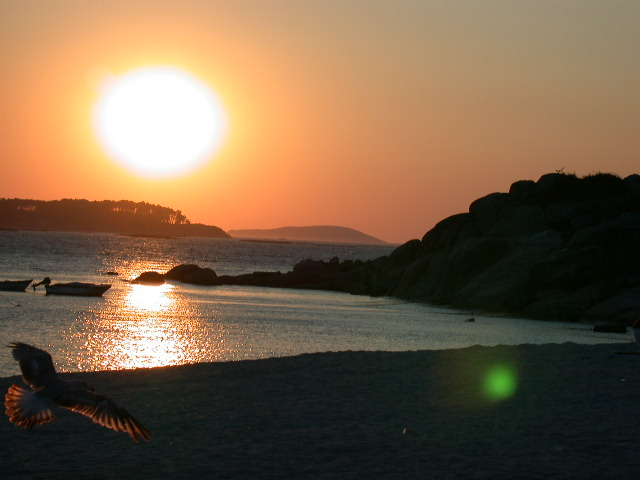
Praya de Menduíña con Punta Couso y la Isla de Ons al fondo.

La playa de San Cibrán se encuentra al fondo de la ría y en ella se encuentra la desembocadura del río Orxás, que la divide en dos. Tiene un perfil plano, por lo que en marea baja aumenta mucho su superficie y puede avanzarse grandes distancias caminando hacia el mar hasta que no se haga pie. Posee mucho fango y parte de la playa se utiliza para el cultivo de berberechos, por lo que constituye un ecosistema natural rico. No es un lugar muy adecuado para el baño, pero esto no impide que existan muchos bañistas en verano. Sirve también de punto de atraque de numerosas embarcaciones pequeñas. Está limitada por la carretera que conduce al puerto (Av. José Graña) y un paseo de madera desde el que se puede apreciar muy bien la playa y su entorno.
La playa de Areacova, en la aldea de Espiñeira, es una de las que más despierta atractivo turístico. Es larga y estrecha, rodeada de bosques con abruptas pendientes, lo que hace que no tenga accesos fáciles.
Lo mismo sucede con la playa de Francón, muy cercana a la de Areacova y más pequeña que esta.
A continuación de la playa de Francón, esta una pequeña cala llamada playa de Sartaxéns, que no por su tamaño deja de ser interesante y recogida.
La playa de Menduiña es la más grande y popular. Es la única que ha lucido varios veranos la bandera azul, acreditativa de calidad. Tiene acceso por carretera. Es la única que posee vigilantes y biblioteca. Tiene un pequeño puerto. Posee un chiringuito y un bar, y un restaurante muy cerca.
Por último, está la playa de Lagoelas, en el límite con la parroquia de Beluso. Es la más aislada en cuanto a accesos.
Posee una pequeña isla rocosa, llamada Laxe do Aire, que tiene un perfil llano y bajo.

### Comunicaciones
Por carretera, el Corredor del Morrazo, que comunica Aldán con el puente de Rande, con conexiones hacia Cangas y Moaña, permite alcanzar Vigo en media hora.
De norte a sur la parroquia es atravesada por la carretera PO-315, que da acceso a Beluso por el norte e Hío por el sur. Por el este, comunica la aldea de Herbello con la parroquia de Darbo.

#### Transporte público
Existe una línea de autobuses de la empresa Cerqueiro que discurre por la PO-315 que va desde Bueu a Cangas. Tiene paradas en A Cucaña, Panadería San Amaro, Rozabales, Banco Gallego, Veiga de Arriba y A Ponte en San Cibrán.

## Historia
Las primeras referencias a la presencia humana en Aldán son los petroglifos de la Edad de Bronce que se conservan en Herbello.
Posee un sarcófagos suevo excavado en un peñasco al pie de la Torre de Aldán.
Los Aldao fueron una familia que ha dado nombre al lugar. Los señores de Aldán, nobles que poseían las mejores tierras, palacete-castillo, con frecuencia se enfrentaban a Pedro Madruga, Conde de Caminha y Soutomaior, en la Edad Media.
En los siglos XVIII y XIX, la historia corrió pareja con la parroquia de O Hio, al integrarse ambos por varias décadas en el vecino ayuntamiento de Bueu. Hasta 1862, donde se volvió a integrar con Cangas.
La industria pesquera se fijó en la bonanza de sus aguas e instaló una fábrica de conservas en la playa de Menduiña en el siglo XIX, lo cual dinamizó la ecomonía, al movilizar y orientar la masa obrera en la actividad náutica y pesquera.

## Organización territorial
La parroquia está formada por seis entidades de población:
- A Espiñeira
- Gandón
- Herbello (Erbello)
- Menduíña
- O Piñeiro (Piñeiro)
- San Cibrán

### Breve descripción de los lugares de Aldán
- San Cibrán se encuentra al fondo de la ría y conforma un núcleo urbano, junto con la aldea de Vilariño, adyacente pero perteneciente a la parroquia de O Hio.Dispone de centro de salud (Casa del Mar), jardines, la alameda, la Torre de Aldán y la iglesia parroquial, y amplios servicios de empresas.
- A Espiñeira, próxima al puerto, se sitúa sobre una colina que cae al mar. Es la única aldea en la que la configuración de las casas es apiñada. En A Espiñeira se sitúa el puerto de Aldán, el colegio Sagrada Familia, la nave del club de Piragüismo Ría de Aldán y la playa de Areacova.
- Menduíña, ocupa la zona Norte, junto a la costa. Se divide entre la zona de carretera a Bueu y la bajada a la playa de Menduíña, donde se encuentran numerosos chalets.
- Piñeiro, se sitúa en la zona más central.
- Gandón es la aldea más rural y menos poblada. Se encuentra en la parte Norte interior. Posee amplias zonas de cultivo.
- Herbello, también rural y situada en el interior.

## Demografía
| Gráfica de evolución demográfica de Aldán entre 2000 y 2023 |
|                                                             |
| Datos según el nomenclátor publicado por el INE.            |

## Patrimonio
Aldán es una parroquia que todavía conserva su antiguo burgo marinero, con antiguas viviendas mezcladas con numerosos hórreos. Las construcciones más destacadas de la parroquia son:
- El Pazo de Aldán o Torre de Aldán, en el núcleo de San Cibrán, es un palacete-castillo situado en un enclave estratégico de paso y comunicación costera entre Bueu y Cangas. La existencia de sarcófagos suevos en el otero adyacente, presume su posible uso militar con anterioridad, en los siglos V y VI.

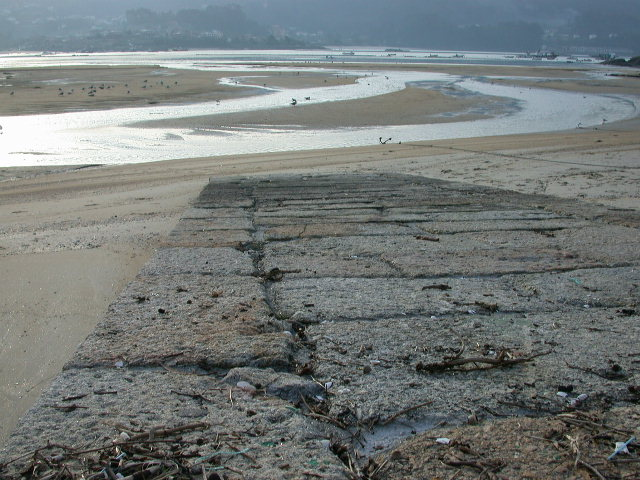
Praya de San Cibran con el río Orxás vertiendo sus aguas a la Ría de Aldán.

- Río Orxás en O Frendoal. Puente y acueducto.Praya de San Cibran con el río Orxás vertiendo sus aguas a la Ría de Aldán.A Ponte es un puente de piedra de origen medieval que cruza el río Orxás poco antes de su desembocadura. Existe un lavadero de ropa en su inmediación, techado y con bella iluminación nocturna.

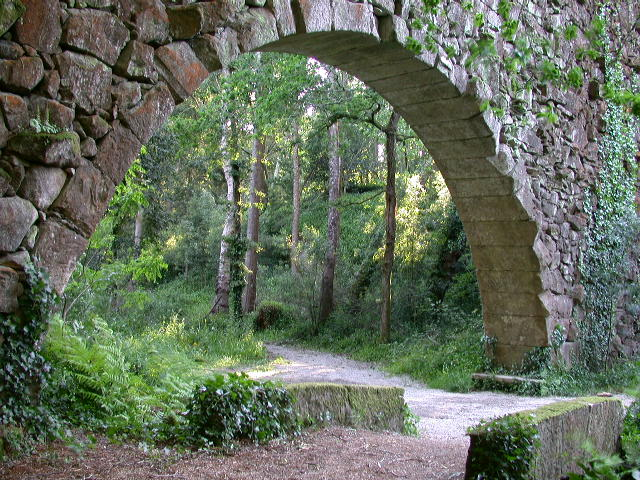
Río Orxás en O Frendoal. Puente y acueducto.

- El Pazo de Vistalegre, en A Espiñeira, de bella factura. Palacete almenado, de armoniosa construcción.
- El acueducto y el castillo en miniatura, con funciones de molino, en el parque de recreo de la Finca de los Condes.
- Petroglifos antropomorfos en Herbello.

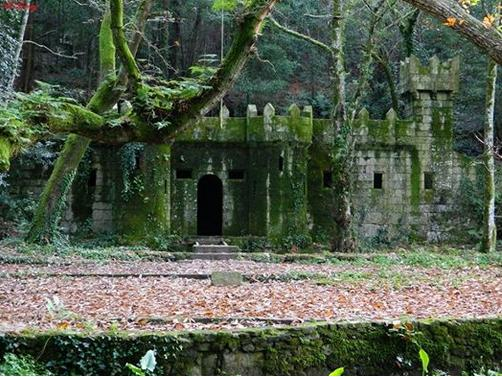
Castillo en O Frendoal, en el borde del rio Orxás.

- Castillo en O Frendoal, en el borde del rio Orxás. Casco histórico con arquitectura popular marinera en el lugar de San Cibrán.
- Varios molinos de agua, la mayoría no funcionales en la actualidad, otros restaurados recientemente. Existe una ruta a pie acondicionada, que permite su visita.

En relación con las construcciones religiosas podemos citar:
- La iglesia parroquial, en San Cibrán, construida en 1866 en estilo neoclásico.
- La capilla de San Amaro (San Mauro), en Menduíña.
- Podemos reseñar un cruceiro de escaso valor sobre un Ara solis en el cruce de caminos denominado As Antas en el límite de Gandón, Piñeiro y Menduiña.
- Panteón de gran ornamento, labrado en piedra granítica, que se halla dentro del atrio de la iglesia parroquial de S. Cibran, y perteneciente a la familia Graña Gamallo.

El núcleo histórico de Aldán posee alguna casa solariega y blasonada además de los citados Pazos, y en él hallaremos, el sabor marinero de las construcciones rurales y costeras, junto con hórreos al lado del mar, y caminos enlosados con la huella del tiempo y de las ruedas de los carros escritas en él.

## Deportes
El deporte en Aldán destaca principalmente por los éxitos cosechados por el club de piragüismo Club de Mar Ría de Aldán, del que han salido campeones del mundo y campeones olímpicos, como David Cal, Teresa Portela y Carlos Pérez Rial.
También cabe resaltar el equipo de fútbol del Club Rápido Bahía de Aldán, que actualmente milita en la categoría Regional Preferente.

## Educación
Existen dos colegios en Aldán, uno público y otro privado. El Colegio Público de Espiñeira (Espiñeira, 4) posee un pabellón de deportes. El colegio Sagrada Familia se encuentra en la carretera de camino al puerto (Avda. Xosé Graña, 4).

## Economía
Destaca fundamentalmente la industria pesquera. Hasta los años setenta predominaba la pesca de bajura pero, a partir de entonces, se comenzó de forma seria con la "pesca de altura", punto fuerte hoy en día de la economía de Aldán. Una parte importante de la flota de Vigo tiene armadores de Aldán y, hay marineros de Aldán en barcos pesqueros por medio mundo. Destacan especialmente en la pesca en zonas como canarias, la costa canadiense, Malvinas, costa sudafricana, gran sol, etc.
También es importante la industria mejillonera, que incluye el cultivo en bateas y su depuración. A principios de siglo se realizaba aquí el enlatado en conservas, en una conservera situada en la playa de menduiña y, posteriormente, en la conservera que funcionó en el puerto hasta los años ochenta.

## Gastronomía
Cuenta con un gran número de bares y restaurantes, especialistas en cocina tradicional y basada en los productos del mar. Posee también una gran fábrica de pan y repostería en Rozabales con distribución de sus productos por toda la comarca. Destaca en el mantenimiento de la cría de mejillón, considerando a este molusco como uno de los pilares básicos tanto de la economía como de su gastronomía. Crece la venta a nivel nacional de mejillón en fresco, cocido o en especialidades.

## Fiestas locales
- San Amaro, 15 de enero. En la capilla de San Amaro. Se compone de una romería durante la mañana y mediodía. A lo largo de la mañana se celebran misas retransmitidas hacia el exterior por San Amaro y Santa Mariña.

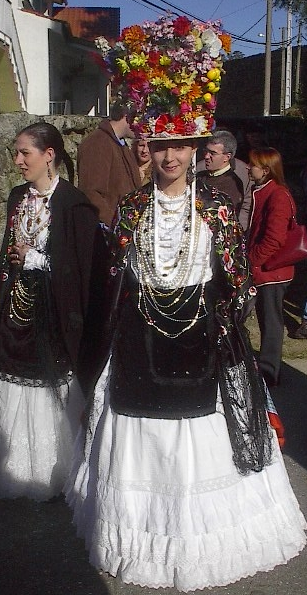

- San Sebastián, Día de la Danza de Aldán, 20 de enero. Las primeras noticias que hay de esta danza datan de 1650, aunque se estima que es más antigua. En ella participan 16 bailarines, 10 hombres, 5 mujeres y un guía. Los hombres visten traje, zapatos negros y sombrero de fieltro, las mujeres van con traje blanco y mantón de Manila, delantal negro, pañuelos de diferentes colores sobre los hombros y sombreros decorados con multitud de flores y cintas de colores.

- Fiestas del Carmen (Fiestas mayores). Última semana de julio. Durante la semana se realizan diversos actos culturales. El fin de semana por las noches, se ameniza las fiestas con orquestas en la explanada del puerto. La noche del sábado por la noche se realiza la tirada de cohetes tradicional. El domingo al mediodía se celebra una procesión desde la iglesia hasta el puerto donde se celebra una misa de campaña. A su finalización, se celebra una procesión marítima por la ría de Aldán con la mayor parte de la flota de barcos que se encuentra en el muelle, en la que todo el público puede participar. La imagen de la virgen del Carmen, patrona de los marineros, va en la procesión desde la iglesia hasta el puerto y participa de la procesión marítima. Al llegar al punto de la ría sobre la altura de Bon, se tira una corona de flores y los barcos dan media vuelta.

- Santa Mariña,[10] 18 de julio. En la capilla de San Amaro.

- San Cibrán, Patrón de Aldán, 16 de septiembre.

## Turismo
El fondo de ría es especialmente bello, y la calidad de sus aguas hacen de sus playas una marca de referencia en las Rías Bajas. Las playas con mayor interés turístico son Areacova y Francón.
Lugares a visitar: Puerto pesquero, paseo marítimo, fuente y atrio de la capilla de San Amaro, pazo (palacete) de los condes, iglesia de San Cibrán, pazo de Armas, jardines del conde (río y acueducto), ruinas de otro pazo y balcón de Montiño, puente románico y molinos del río Orxás, Paraje Niño do Corvo.
Alojamiento: Existen tres casas rurales, dos en el entorno del puerto de Aldán y una en el interior, en la aldea de Herbello. También existen dos cámpines, uno en la cima de una pequeña elevación, rodeada de bosques, y otro al lado de la playa de Francón.